# Марк Ауфидий Фронтон
Марк Ауфидий Фронтон (лат. Marcus Aufidius Frontos) — римский государственный деятель начала III века.

## Биография
Викторин происходил из умбрийского города Пизавр и был сыном двукратного консула Гая Ауфидия Викторина. Его братом был консул 200 года Гай Ауфидий Викторин. В 199 году Фронтон занимал должность ординарного консула вместе с Публием Корнелием Ануллином.
По рассказу Диона Кассия, Фронтон был назначен проконсулом Африки на 217/218 год. Однако, в связи с тем, что африканцы выступили против него, император Макрин решил сделать его проконсулом Азии. Однако после этого цезарь не отпустил его и туда и позволил Ауфидию, оставаясь дома, получить 250 тысяч денариев. Но тот от денег отказался, ссылаясь на то, что хочет управлять провинцией. Позже Фронтон все-таки получил от императора Гелиогабала провинцию Азию и причитающуюся сумму денег, что подтверждает надпись из Формия.